# 호세 라몬 가예고
호세 라몬 가예고 소우토(스페인어: José Ramón Gallego Souto, 1959년 8월 7일, 바스크 주 두랑고 ~)는 스페인의 전직 축구 선수로, 현역 시절 미드필더로 활약했다.
그는 현역 프로선수 시절 대부분을 아틀레틱 빌바오에서 보냈는데, 그는 라 리가에서 11년동안 330번의 경기에 출전해 18골을 기록했다.

## 클럽 경력
가예고는 비스카이아 도 두랑고 출신으로, 1978년에 인근 아마추어 구단 두랑고에서 축구를 시작했다. 1년 후, 바스크 거함 아틀레틱 빌바오가 그의 영입 의사를 나타내고 이후 세군다 디비시온 B의 2군에 배정되었다.
가예고는 1980년 3월 30일, 0-0으로 비긴 에스파뇰과의 원정 경기에서 후반전 교체로 들어가 라 리가 신고식을 치렀다. 그는 그 시즌에 6경기 더 출전했다. 3부 리그의 코르도바로 임대되었던 그는 산 마메스로 복귀해 1군의 주전으로 8년동안 자리잡았다.
가예고는 리그 2연패(덤으로 1983-84 시즌 2관왕)을 달성할 당시 도합 57번의 경기에 출전해 2골을 기록했다. 1992년, 그는 32세에 3부 리그의 또다른 바스크 구단 알라베스에서 현역 은퇴했다.

## 수상

### 클럽
아틀레틱 빌바오
- 라 리가: 1982–83, 1983–84
- 코파 델 레이: 1983–84
- 수페르코파 데 에스파냐: 1984

### 국가대표팀
스페인 U-21
- U-21 유럽 축구 선수권 대회: 1986[4]